# Großsteingrab Hassel

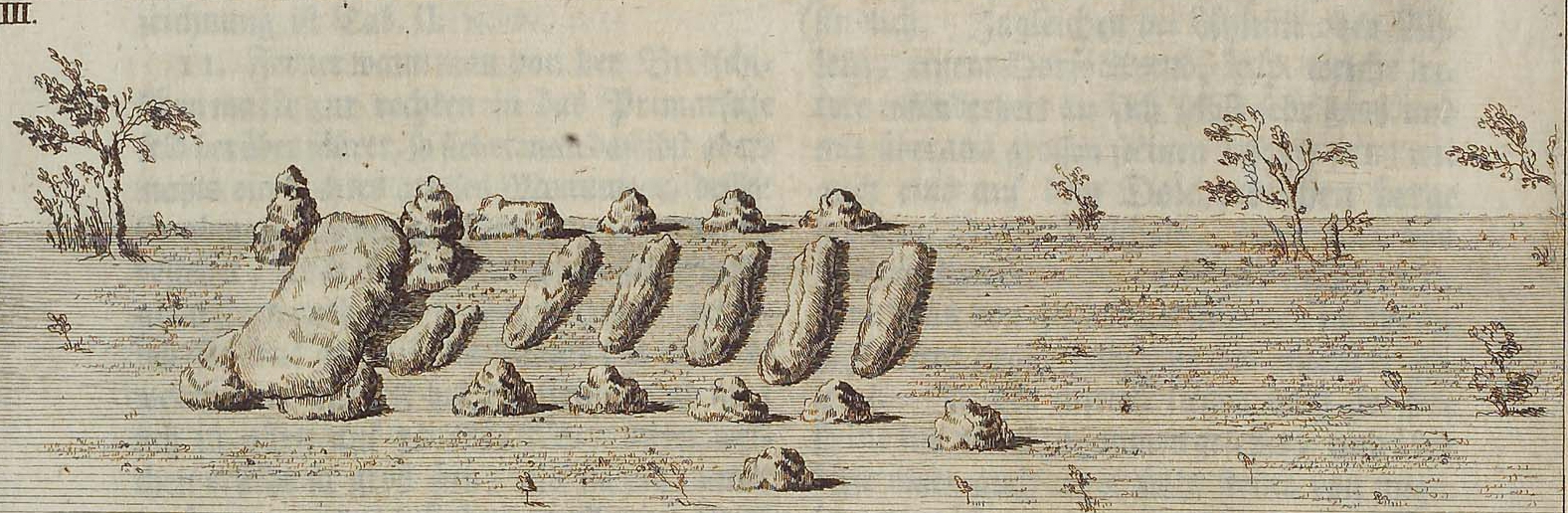
Das Großsteingrab Hassel. Kupferstich von F.E. Gericke (Berlin). Abbildung aus: Historische Beschreibung der Chur und Mark Brandenburg (1751)

Das Großsteingrab Hassel war eine megalithische Grabanlage der jungsteinzeitlichen Tiefstichkeramikkultur nahe dem Ort Hassel im Landkreis Stendal, Sachsen-Anhalt. Es wurde erstmals 1751 von Johann Christoph und Bernhard Ludwig Bekmann in ihrer Historische[n] Beschreibung der Chur und Mark Brandenburg beschrieben und abgebildet. Im 18. oder 19. Jahrhundert wurde das Grab vollständig abgetragen. Eduard Krause und Otto Schoetensack konnten bei ihrer Aufnahme der altmärkischen Großsteingräber in den 1890er Jahren keine Reste mehr ausmachen.

## Beschreibung
Die Anlage gehörte vermutlich zum Typ der Ganggräber. Die Grabkammer wies sechs Decksteine auf. Von der Umfassung, die vermutlich einen langrechteckigen Grundriss besaß, waren bereits im 18. Jahrhundert nur noch einzelne Steine vorhanden.
Hartmut Krell fasste im Jahre 2018 den Forschungsstand zusammen. Er führte über 9 mögliche Standorte für Megalithbauten in der näheren Umgebung von Hassel auf.